# Вархані
Вархані (груз. ვარხანი) — село в Грузії.
За даними перепису населення 2014 року в селі проживає 671 особа.